# Macedonisch voetbalelftal (mannen)
Het Macedonisch voetbalelftal is een team van voetballers dat het land Noord-Macedonië vertegenwoordigt in internationale wedstrijden en competities, zoals de voorrondes voor het WK en het EK.

## Geschiedenis
Noord-Macedonië werd in 1991 onder de naam Macedonië een onafhankelijk land na het uiteenvallen van Joegoslavië. Het land speelde op 13 oktober 1993 zijn eerste interland, Slovenië werd met 4-1 verslagen. Tot de doelpuntenmaker behoorde Darko Pančev, een succesvolle spits van Joegoslavië en Rode Ster Belgrado en op dat moment speler van Inter Milan. Een andere bekende speler uit de begintijd was de kettingrokende ex-FC Groningenspeler Milko Djurovski, die zich in de nadagen van zijn carrière bevond. In 1994 speelde Noord-Macedonië voor de eerste keer voor een kwalificatie-toernooi, het EK van 1996. Het begin was goed, titelverdediger Denemarken werd op een 1-1 gelijkspel gehouden, de gelijkmaker van de Denen viel pas vier minuten voor tijd. Na een goede start met een gelijkspel in Brussel tegen België en de eerste zege (3-0 tegen Cyprus) stortte de ploeg aan het eind in elkaar met twee punten uit de laatste zes wedstrijden. Dieptepunten waren thuisnederlagen tegen België (0-5) en Armenië.
Voor het WK-toernooi van 1998 schreef Macedonië geschiedenis door op dat moment de grootste zege in het WK-voetbal te bemachtigen, in Vaduz werd Liechtenstein met 1-11 vernederd. Mede door een 3-2 zege op Ierland leek Noord-Macedonië te strijden voor de tweede plaats (met een Play-Off ticket als beloning), maar ook nu weer stortte de ploeg aan het einde van de cyclus in elkaar: de laatste drie wedstrijden werden allemaal verloren. Voor kwalificatie voor het EK van 2000 speelde de ploeg geen rol van betekenis, maar door in de laatste minuut de gelijkmaker tegen Ierland te scoren plaatste niet Ierland maar Klein-Joegoslavië zich voor het eindtoernooi.
In de jaren nul waren alleen incidentele resultaten, de ploeg streed nimmer mee om de WK-of EK-tickets, beste resultaten waren gelijke spelen tegen Turkije (WK 2002), Engeland (EK 2004 en WK 2008, beide uit), Nederland zowel uit als thuis (WK 2006) en zeges op Kroatië (EK 2008) en Schotland (WK 2010). Dieptepunten waren een 0-5 thuisnederlaag tegen Slowakije (WK 2002) en slechts één punt tegen Andorra (WK 2006).
De resultaten in de jaren tien waren nog slechter, twee keer eindigde het land op de voorlaatste plaats en twee keer op de laatste plaats. Hoogtepunten waren een zege op Servië (WK 2014) en een gelijkspel uit tegen Italië (WK 2018). Dieptepunt was de laatste plaats in zijn groep voor het EK van 2016 achter Luxemburg.
In 2020 bereikte de ploeg zijn hoogtepunt. Het werd derde in hun kwalificatiegroep en dwong een plek af in de play-offs. In de play-offs wisten ze af te rekenen met Kosovo (2-1) en Georgië (1-0), waardoor Noord-Macedonië zich voor het eerst in de geschiedenis wist te kwalificeren voor een groot eindtoernooi, in dit geval dus UEFA Euro 2020. In groep C van het EK wist het tegen Oostenrijk (1-3), Oekraïne (1-2) en Nederland (0-3) geen punten te pakken.

## Deelnames aan internationale toernooien

### Wereldkampioenschap

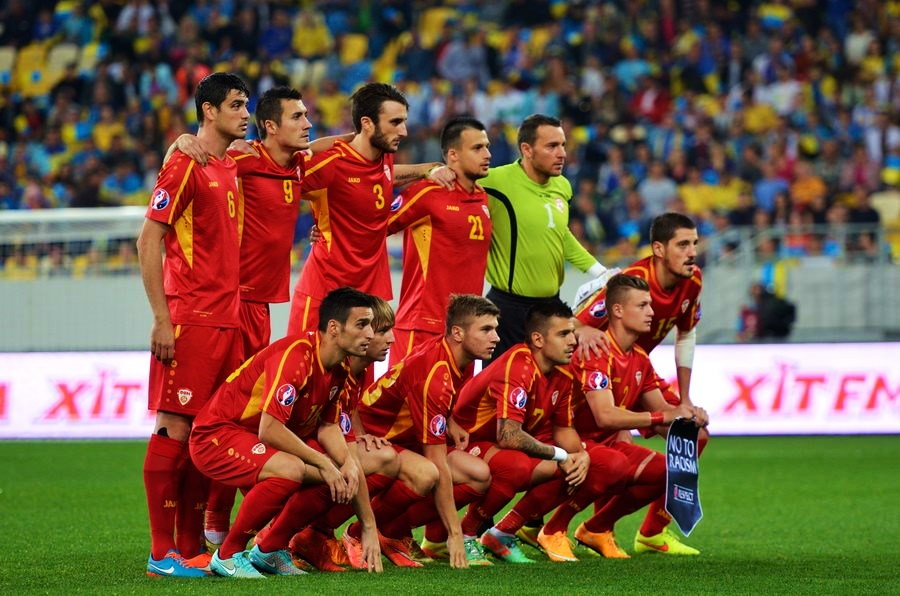
Het elftal in 2014

| Wereldkampioenschap voetbal | Wereldkampioenschap voetbal | Wereldkampioenschap voetbal | Wereldkampioenschap voetbal | Wereldkampioenschap voetbal | Wereldkampioenschap voetbal | Wereldkampioenschap voetbal | Wereldkampioenschap voetbal | Wereldkampioenschap voetbal |
| Jaar                        | Ronde                       | Wed.                        | W                           | G                           | V                           | DV                          | DT                          |                             |
| --------------------------- | --------------------------- | --------------------------- | --------------------------- | --------------------------- | --------------------------- | --------------------------- | --------------------------- | --------------------------- |
| 1930–1990                   | Bij Joegoslavië             | Bij Joegoslavië             | Bij Joegoslavië             | Bij Joegoslavië             | Bij Joegoslavië             | Bij Joegoslavië             | Bij Joegoslavië             |                             |
| 1994                        | Geen deelname               | Geen deelname               | Geen deelname               | Geen deelname               | Geen deelname               | Geen deelname               | Geen deelname               |                             |
| 1998                        | Niet gekwalificeerd         | Niet gekwalificeerd         | Niet gekwalificeerd         | Niet gekwalificeerd         | Niet gekwalificeerd         | Niet gekwalificeerd         | Niet gekwalificeerd         |                             |
| 2002                        | Niet gekwalificeerd         | Niet gekwalificeerd         | Niet gekwalificeerd         | Niet gekwalificeerd         | Niet gekwalificeerd         | Niet gekwalificeerd         | Niet gekwalificeerd         |                             |
| 2006                        | Niet gekwalificeerd         | Niet gekwalificeerd         | Niet gekwalificeerd         | Niet gekwalificeerd         | Niet gekwalificeerd         | Niet gekwalificeerd         | Niet gekwalificeerd         |                             |
| 2010                        | Niet gekwalificeerd         | Niet gekwalificeerd         | Niet gekwalificeerd         | Niet gekwalificeerd         | Niet gekwalificeerd         | Niet gekwalificeerd         | Niet gekwalificeerd         |                             |
| 2014                        | Niet gekwalificeerd         | Niet gekwalificeerd         | Niet gekwalificeerd         | Niet gekwalificeerd         | Niet gekwalificeerd         | Niet gekwalificeerd         | Niet gekwalificeerd         |                             |
| 2018                        | Niet gekwalificeerd         | Niet gekwalificeerd         | Niet gekwalificeerd         | Niet gekwalificeerd         | Niet gekwalificeerd         | Niet gekwalificeerd         | Niet gekwalificeerd         |                             |
| 2022                        | Niet gekwalificeerd         | Niet gekwalificeerd         | Niet gekwalificeerd         | Niet gekwalificeerd         | Niet gekwalificeerd         | Niet gekwalificeerd         | Niet gekwalificeerd         |                             |

### Europees kampioenschap
| Europees kampioenschap | Europees kampioenschap | Europees kampioenschap | Europees kampioenschap | Europees kampioenschap | Europees kampioenschap | Europees kampioenschap | Europees kampioenschap | Europees kampioenschap |
| Jaar                   | Ronde                  | Wed.                   | W                      | G                      | V                      | DV                     | DT                     | Kwal                   |
| ---------------------- | ---------------------- | ---------------------- | ---------------------- | ---------------------- | ---------------------- | ---------------------- | ---------------------- | ---------------------- |
| 1960–1992              | Bij Joegoslavië        | Bij Joegoslavië        | Bij Joegoslavië        | Bij Joegoslavië        | Bij Joegoslavië        | Bij Joegoslavië        | Bij Joegoslavië        | Bij Joegoslavië        |
| 1996                   | Niet gekwalificeerd    | Niet gekwalificeerd    | Niet gekwalificeerd    | Niet gekwalificeerd    | Niet gekwalificeerd    | Niet gekwalificeerd    | Niet gekwalificeerd    | Niet gekwalificeerd    |
| 2000                   | Niet gekwalificeerd    | Niet gekwalificeerd    | Niet gekwalificeerd    | Niet gekwalificeerd    | Niet gekwalificeerd    | Niet gekwalificeerd    | Niet gekwalificeerd    | Niet gekwalificeerd    |
| 2004                   | Niet gekwalificeerd    | Niet gekwalificeerd    | Niet gekwalificeerd    | Niet gekwalificeerd    | Niet gekwalificeerd    | Niet gekwalificeerd    | Niet gekwalificeerd    | Niet gekwalificeerd    |
| 2008                   | Niet gekwalificeerd    | Niet gekwalificeerd    | Niet gekwalificeerd    | Niet gekwalificeerd    | Niet gekwalificeerd    | Niet gekwalificeerd    | Niet gekwalificeerd    | Niet gekwalificeerd    |
| 2012                   | Niet gekwalificeerd    | Niet gekwalificeerd    | Niet gekwalificeerd    | Niet gekwalificeerd    | Niet gekwalificeerd    | Niet gekwalificeerd    | Niet gekwalificeerd    | Niet gekwalificeerd    |
| 2016                   | Niet gekwalificeerd    | Niet gekwalificeerd    | Niet gekwalificeerd    | Niet gekwalificeerd    | Niet gekwalificeerd    | Niet gekwalificeerd    | Niet gekwalificeerd    | Niet gekwalificeerd    |
| 2020                   | Groepsfase             | 3                      | 0                      | 0                      | 3                      | 2                      | 8                      | (Kwal)                 |
| 2024                   | Niet gekwalificeerd    | Niet gekwalificeerd    | Niet gekwalificeerd    | Niet gekwalificeerd    | Niet gekwalificeerd    | Niet gekwalificeerd    | Niet gekwalificeerd    | Niet gekwalificeerd    |
| Totaal                 |                        | 3                      | 0                      | 0                      | 3                      | 2                      | 8                      |                        |

### UEFA Nations League
| 2018–19 | D | 41e | 6 | 5 | 0 | 1 | 14 | 5 | Gestegen |
| 2020–21 | C | 40e | 6 | 2 | 3 | 1 | 9  | 8 | Stabiel  |
| 2022–23 | C | 42e | 6 | 2 | 1 | 3 | 7  | 7 | Stabiel  |

## Bondscoaches
- Bijgewerkt tot en met de wedstrijd tegen  Engeland (1-1) op 20 november 2023.

| Naam                 | Van              | Tot               | Int. | W  | G  | V  |
| -------------------- | ---------------- | ----------------- | ---- | -- | -- | -- |
| Andon Dončevski      | 13 oktober 1993  | 15 november 1995  | 17   | 5  | 5  | 7  |
| Gjoko Hadžievski     | 27 maart 1996    | 9 juni 1999       | 28   |    |    |    |
| Dragan Kanatlarovski | 5 september 1999 | 28 maart 2001     | 15   |    |    |    |
| Gjore Jovanovski     | 2 juni 2001      | 10 januari 2002   | 13   |    |    |    |
| Nikola Ilievski      | 27 maart 2002    | 11 juni 2003      | 13   |    |    |    |
| Dragan Kanatlarovski | 20 augustus 2003 | 9 februari 2005   | 16   |    |    |    |
| Slobodan Santrač     | 30 maart 2005    | 17 augustus 2005  | 4    | 1  | 0  | 3  |
| Boban Babunski       | 7 september 2005 | 12 november 2005  | 4    | 2  | 1  | 1  |
| Srečko Katanec       | 1 maart 2006     | 1 april 2009      | 27   |    |    |    |
| Mirsad Jonuz         | 6 juni 2009      | 4 juni 2011       | 21   |    |    |    |
| Boban Babunski       | 10 augustus 2011 | 10 augustus 2011  | 1    | 1  | 0  | 0  |
| John Toshack         | 2 september 2011 | 29 februari 2012  | 8    | 1  | 4  | 3  |
| Goce Sedloski        | 15 augustus 2012 | 15 augustus 2012  | 1    | 1  | 0  | 0  |
| Čedomir Janevski     | 21 augustus 2012 | 10 september 2013 | 14   | 5  | 1  | 8  |
| Zoran Stratev        | 11 oktober 2013  | 15 oktober 2013   | 4    | 1  | 0  | 3  |
| Boško Gjurovski      | 26 november 2013 | 7 april 2015      | 11   | 2  | 3  | 6  |
| Ljubinko Drulović    | 23 april 2015    | 12 oktober 2015   | 5    | 0  | 1  | 4  |
| Igor Angelovski      | 16 oktober 2015  | 31 juli 2021      | 54   | 23 | 12 | 19 |
| Blagoja Milevski     | 1 augustus 2021  |                   | 27   | 10 | 7  | 10 |

## Huidige selectie
De volgende spelers behoren tot de selectie voor de WK 2022-kwalificatiewedstrijden tegen  Armenië,  IJsland en  Roemenië op 2, 5 en 8 september 2021.
Interlands en doelpunten bijgewerkt tot en met de wedstrijd tegen  Nederland op 21 juni 2021.
| Rugnummer   | Naam                  | Wed. | Dlpnt. | Club             |
| ----------- | --------------------- | ---- | ------ | ---------------- |
| Doel        |                       |      |        |                  |
|             | Stole Dimitrievski    | 45   | 0      | Rayo Vallecano   |
|             | Damjan Šiškovski      | 6    | 0      | Doxa             |
|             | Dejan Iliev           | 0    | 0      | Sereď            |
|             | Risto Jankov          | 0    | 0      | Rabotnički       |
| Verdediging |                       |      |        |                  |
|             | Stefan Ristovski      | 68   | 2      | Dinamo Zagreb    |
|             | Kire Ristevski        | 48   | 0      | AEL Limasol      |
|             | Ezgjan Alioski        | 47   | 9      | Al-Ahli          |
|             | Visar Musliu          | 34   | 1      | Fehérvár         |
|             | Darko Velkovski       | 31   | 1      | HNK Rijeka       |
|             | Gjoko Zajkov          | 17   | 1      | Levski Sofia     |
|             | Stefan Ashkovski      | 4    | 0      | Sepsi            |
|             | Nikola Serafimov      | 0    | 0      | Zalaegerszegi    |
|             | Todor Todoroski       | 0    | 0      | Radnički Niš     |
| Middenveld  |                       |      |        |                  |
|             | Stefan Spirovski      | 41   | 1      | AEK              |
|             | Enis Bardhi           | 37   | 6      | Levante          |
|             | Boban Nikolov         | 37   | 2      | Sheriff Tiraspol |
|             | Eljif Elmas           | 30   | 7      | Napoli           |
|             | Tihomir Kostadinov    | 12   | 0      | Ružomberok       |
|             | Daniel Avramovski     | 7    | 0      | Kayserispor      |
|             | Darko Čurlinov        | 5    | 1      | Schalke 04       |
|             | Nikola Gjorgjev       | 5    | 0      | Grasshoppers     |
|             | Jani Atanasov         | 0    | 0      | Hajduk Split     |
| Aanval      |                       |      |        |                  |
|             | Aleksandar Trajkovski | 68   | 18     | Mallorca         |
|             | Adis Jahović          | 15   | 3      | Göztepe          |
|             | Milan Ristovski       | 0    | 0      | Spartak Trnava   |
|             | Bojan Miovski         | 0    | 0      | MTK Boedapest    |

## FIFA-wereldranglijst[1]
| 1994 | 1995 | 1996 | 1997 | 1998 | 1999 | 2000 | 2001 | 2002 | 2003 | 2004 | 2005 | 2006 | 2007 | 2008 | 2009 | 2010 | 2011 | 2012 | 2013 | 2014 | 2015 | 2016 | 2017 | 2018 | 2022 | 2023 | 2024 |
| ---- | ---- | ---- | ---- | ---- | ---- | ---- | ---- | ---- | ---- | ---- | ---- | ---- | ---- | ---- | ---- | ---- | ---- | ---- | ---- | ---- | ---- | ---- | ---- | ---- | ---- | ---- | ---- |
| 90   | 94   | 86   | 92   | 59   | 68   | 76   | 89   | 85   | 92   | 92   | 87   | 54   | 58   | 56   | 65   | 76   | 103  | 81   | 83   | 100  | 136  | 162  | 76   | 68   | 65   | 65   | 67   |

## Statistieken
- Bijgewerkt tot en met de wedstrijd tegen  Engeland (1-1) op 20 november 2023.; in onderstaand overzicht zijn alleen de A-interlands meegeteld.

| Tegenstander     | Wed. | W  | G | V | DV | DT | DS  |
| ---------------- | ---- | -- | - | - | -- | -- | --- |
| Albanië          | 10   | 4  | 4 | 2 | 12 | 7  | +5  |
| Andorra          | 6    | 4  | 1 | 1 | 9  | 1  | +8  |
| Angola           | 1    | 0  | 1 | 0 | 0  | 0  | 0   |
| Armenië          | 13   | 6  | 3 | 4 | 23 | 18 | +5  |
| Australië        | 2    | 0  | 1 | 1 | 0  | 1  | –1  |
| Azerbeidzjan     | 8    | 5  | 2 | 1 | 15 | 8  | +7  |
| Bahrein          | 1    | 0  | 1 | 0 | 1  | 1  | 0   |
| België           | 4    | 0  | 1 | 3 | 1  | 9  | –8  |
| Bosnië en Her.   | 5    | 1  | 3 | 1 | 8  | 8  | 0   |
| Bulgarije        | 9    | 2  | 2 | 5 | 4  | 9  | –5  |
| Canada           | 2    | 1  | 0 | 1 | 3  | 1  | +2  |
| China            | 5    | 0  | 2 | 3 | 0  | 4  | –4  |
| Cyprus           | 2    | 1  | 1 | 0 | 4  | 1  | +3  |
| Denemarken       | 3    | 1  | 1 | 1 | 4  | 2  | +2  |
| Duitsland        | 2    | 1  | 0 | 1 | 2  | 5  | -3  |
| Ecuador          | 1    | 1  | 0 | 0 | 2  | 1  | +1  |
| Egypte           | 1    | 0  | 1 | 0 | 2  | 2  | 0   |
| Engeland         | 6    | 0  | 3 | 3 | 4  | 13 | –9  |
| Estland          | 6    | 4  | 2 | 0 | 13 | 7  | +6  |
| Faeröer          | 1    | 1  | 0 | 0 | 1  | 0  | +1  |
| Finland          | 6    | 1  | 2 | 3 | 3  | 12 | –9  |
| Georgië          | 5    | 1  | 2 | 2 | 3  | 7  | -4  |
| Gibraltar        | 4    | 4  | 0 | 0 | 12 | 0  | +12 |
| Hongarije        | 2    | 0  | 1 | 1 | 0  | 5  | –5  |
| Ierland          | 2    | 1  | 1 | 4 | 5  | 11 | –6  |
| IJsland          | 6    | 3  | 2 | 1 | 9  | 5  | +4  |
| Iran             | 4    | 1  | 1 | 2 | 5  | 8  | –3  |
| Israël           | 7    | 2  | 1 | 4 | 7  | 9  | –2  |
| Italië           | 5    | 1  | 2 | 2 | 7  | 10 | -3  |
| Jamaica          | 1    | 1  | 0 | 0 | 2  | 1  | +1  |
| Kameroen         | 2    | 0  | 0 | 2 | 0  | 3  | –3  |
| Kazachstan       | 1    | 1  | 0 | 0 | 4  | 0  | +4  |
| Kosovo           | 1    | 1  | 0 | 0 | 2  | 1  | +1  |
| Kroatië          | 8    | 1  | 2 | 5 | 9  | 12 | –3  |
| Letland          | 3    | 3  | 0 | 0 | 7  | 2  | +5  |
| Libanon          | 1    | 0  | 0 | 1 | 0  | 1  | –1  |
| Liechtenstein    | 11   | 10 | 1 | 0 | 42 | 5  | +37 |
| Litouwen         | 3    | 1  | 0 | 2 | 2  | 4  | –2  |
| Luxemburg        | 3    | 1  | 0 | 2 | 5  | 4  | +1  |
| Malta            | 8    | 7  | 1 | 0 | 19 | 3  | +16 |
| Moldavië         | 3    | 0  | 3 | 0 | 3  | 3  | 0   |
| Montenegro       | 3    | 2  | 0 | 1 | 7  | 4  | +3  |
| Nederland        | 5    | 0  | 2 | 3 | 3  | 11 | –8  |
| Nigeria          | 1    | 0  | 1 | 0 | 0  | 0  | 0   |
| Noorwegen        | 4    | 1  | 1 | 2 | 3  | 4  | –1  |
| Oekraïne         | 7    | 1  | 1 | 5 | 4  | 10 | –6  |
| Oman             | 1    | 0  | 0 | 1 | 0  | 2  | –2  |
| Oostenrijk       | 3    | 0  | 0 | 3 | 3  | 9  | –6  |
| Paraguay         | 1    | 0  | 0 | 1 | 0  | 1  | –1  |
| Polen            | 5    | 0  | 1 | 4 | 2  | 11 | –9  |
| Portugal         | 3    | 0  | 1 | 2 | 0  | 3  | –3  |
| Qatar            | 3    | 1  | 1 | 1 | 2  | 2  | 0   |
| Roemenië         | 7    | 1  | 1 | 5 | 7  | 14 | –7  |
| Rusland          | 4    | 0  | 0 | 4 | 0  | 7  | –7  |
| Saoedi-Arabië    | 2    | 0  | 1 | 1 | 1  | 2  | -1  |
| Schotland        | 4    | 1  | 1 | 2 | 3  | 5  | –2  |
| Servië           | 3    | 1  | 1 | 1 | 3  | 6  | –3  |
| Servië en M.     | 3    | 0  | 0 | 3 | 4  | 9  | –5  |
| Slovenië         | 7    | 4  | 2 | 1 | 13 | 7  | +6  |
| Slowakije        | 8    | 0  | 2 | 6 | 3  | 16 | –13 |
| Spanje           | 7    | 0  | 0 | 7 | 4  | 20 | –16 |
| Tsjechië         | 3    | 0  | 1 | 2 | 2  | 9  | –7  |
| Turkije          | 8    | 1  | 2 | 5 | 9  | 14 | –5  |
| Verenigde Staten | 1    | 0  | 1 | 0 | 0  | 0  | 0   |
| Wales            | 2    | 1  | 0 | 1 | 2  | 2  | 0   |
| Wit-Rusland      | 3    | 1  | 1 | 1 | 4  | 2  | +2  |
| Zuid-Korea       | 2    | 0  | 1 | 1 | 3  | 4  | –1  |
| Zweden           | 3    | 0  | 0 | 3 | 1  | 4  | –3  |